# Eccoptura
Eccoptura is een geslacht van steenvliegen uit de familie borstelsteenvliegen (Perlidae). De wetenschappelijke naam van het geslacht is voor het eerst geldig gepubliceerd in 1921 door Klapálek.

## Soorten
Eccoptura omvat de volgende soorten:
- Eccoptura xanthenes (Newman, 1838)